# Жизнедеятельность
Жизнеде́ятельность — совокупность процессов, протекающих в организме, служащих поддержанию в нём жизни и являющихся проявлениями жизни.
Для жизнедеятельности характерен обмен веществ и поддержание гомеостаза. Жизнедеятельность может заключаться как в активном перемещении в пространстве для поддержания обмена веществ и более сложных действиях, так и в неподвижном существовании с обменом питательными веществами со внешней средой.

## Биологическая жизнедеятельность
Жизнедеятельность организма поддерживается биологическими процессами, составленными из некоторого числа химических, физико-химических и электро-химических реакций, обуславливающих трансформацию их элементов.
Регуляция биологического процесса жизнедеятельности происходит с изменением его границ, скорости и частоты, часто такая регуляция происходит посредством генетики. Отличия фенотипа мутанта от его родителей могут привести к нарушению процессов жизнедеятельности.
Такие процессы включают:
- не специфическую адгезию клеток — прикрепление клетки к другой клетке или субстрату
- межклеточную коммуникацию — процесс, служащий связующим звеном между клеткой и её окружением, например клеточные сигналы.
- морфогенез, рост клетки и клеточная дифференцировка
- физиологические процессы клетки — процессы, относящиеся к внутренним функциям клетки
- клеточное распознавание — процессы, которыми клетка в многоклеточном организме интерпретирует своё окружение
- физиологические процессы — процессы, специфически относящиеся к функционированию интегрированных частей живого: клеток, тканей, органов и организмов
- пигментация
- ответ на стимул — изменение в состоянии или деятельности клетки или организма(например движение, секреция, производство ферментов и т. д.) как результат стимула
- взаимодействие между организмами — процесс, благодаря которому один организм оказывает значительный эффект на другой организм того же или другого вида
- также: ферментация, оплодотворение, развитие(рост), геотропизм, гелиотропизм, гибридизация, метаморфоз, фотосинтез, транспирация и др.

## Жизнедеятельность человека
Жизнедеятельность человека — это способ его существования, и нормальная повседневная деятельность и отдых. Жизнедеятельность протекает в постоянном контакте со средой обитания. Комфортными называются такие параметры окружающей среды, которые позволяют создать наилучшие для человека условия жизнедеятельности.
В процессе своей деятельности человек находится в связи со всеми элементами своей среды обитания, которую можно разделить на бытовую и производственную.
В производственной среде обитания человек, взаимодействуя с машинами и другими людьми, трудом добывает себе средства существования. Физический труд происходит за счёт мышечной деятельности. Мышечная деятельность делится на
- динамическую — переменное мышечное усилие с изменением длины мышцы и изменением положения тела,
- статическую — постоянное усилие без изменения длины мышцы.

При статической нагрузке мышцы долгое время находятся в одном состоянии, и, по сравнению с динамической нагрузкой, когда происходит чередование сокращений и расслаблений мышц, является более утомительной. При возбуждении мышц происходит превращение потенциальной энергии питательных веществ (углеводы, жиры и белки) и кислорода в работу с выделением тепла.
В бытовой среде можно выделить как не специфические для человека функции (питание и выделение), так и специфичные для некоторых млекопитающих (сон, секс для удовольствия).